# Centro Nacional de Biodiversidad
El Centro Nacional de Biodiversidad (CeNBio)  fue creado para compilar,  sintetizar y difundir el conocimiento de la Flora, Fauna y Ecosistemas a fin de promover las acciones tendientes a su conservación y manejo sustentable como una necesidad de la República de Cuba.
Dentro de las acciones encabezadas por CeNBio,  están el Estudio Nacional sobre la Diversidad Biológica de Cuba y de la Estrategia Nacional para la Diversidad Biológica (ENBIO) y Plan de Acción de la República de Cuba 
El CeNBio es el nodo principal de la Red de Información Nacional de Biodiversidad (RINBio), punto focal técnico del Mecanismo de Facilitación de información sobre biodiversidad y administrador del nodo Cuba del Global Biodiversity Information Facility.
El Centro Nacional de Biodiversidad (CeNBio) está desarrollando un sitio de Diversidad Biológica Cubana, con listas de especies autóctonas, invasoras o introducidas, sus usos,y categorías de amenazas, entre otros.